# پیرت هارتمان
پیرت هارتمان (به استونیایی: Piret Hartman) (زاده ۱۰ اوت ۱۹۸۱) سیاستمدار اهل استونی است. وی از ژوئیه ۲۰۲۲ تا آوریل ۲۰۲۳ وزیر فرهنگ استونی بوده.